# Albert Christopher Addison
Albert Christopher Addison (Northallerton, 1862 - 1935) was een Engels schrijver en historicus. In 1868 richtte zijn vader Daniel Addison de krant Tamworth Herald op.